# Ян Люксембургски
Ян Люксембургски Слепия (на чешки: Jan Lucemburský, на люксембургски: Jang de Blannen, на немски: Johann von Böhmen, Johann der Blinde von Luxemburg, на френски: Jean de Luxembourg, Jean l’Aveugle; 10 август 1296 – 26 август 1346) е граф на Люксембург (1313 – 1346), маркграф на Моравия (1311 – 1333), крал на Бохемия (1310 – 1346) и титулуван крал на Полша (1310 – 1335).

## Произход
Ян е син на свещения римски император Хайнрих VII и Маргарита Брабантска. Той е брат на френската кралица Мария Люксембургска – съпруга на крал Шарл IV, и на унгарската кралица Беатрикс Люксембургска – съпруга на унгарския крал Карой I.

## Управление

### Брак с Елишка Пршемисловна. Крал на Бохемия и Моравия
Въпреки че израства във Франция, Ян отрано взема активно участие в политическите дела в Германия. През 1310 г. император Хайнрих урежда брака на сина си с чешката принцеса Елишка Пршемисловна – сестрата на убития чешки крал Вацлав III и една от последните живи представителки на чешката кралска династия на Пршемисловците. През август 1310 година в Шпайер младият, 14-годишен принц, получава от своя баща короната и се жени за Елишка, която се е скрила в манастира „Свети Иржи“.
Бракът с чешката княгиня дава основание на Ян да предяви претенциите си към чешката корона и да застане начело на военна кампания срещу Прага, където е избран за крал на Чехия на мястото на избягалия Хайнрих от Каринтия. Благодарение на този си успех Ян Люксембургски става и принц-електор на Свещената Римска империя и претендент за короните на Полша и Унгария като наследник на убития Вацлав III. През 1314 г. Ян се кандидатира и за титлата Римски крал, за да наследи императорския трон на баща си, но вместо него за такъв е избран Лудвиг IV Вителсбах.
Първите години от брака на Елишка и Ян Люксембургски се оказват критични, тъй като в продължение на шест години те не успяват да се сдобият с мъжки наследник, който да осигури наследяването на чешката корона за потомците на Люксембургите и да лиши от това им право потомците на сестрите на Елишка. Едва през 1316 г. Елишка ражда сина си Карл.
С времето Елишка става все по-подозрителна към съпруга си, чиито политически възгледи се различават от нейните. През 1319 г. е разкрит дворцов заговор за детронирането на Ян и Елишка и за възцаряването на сина им Карл. Въпреки че заговорниците са наказани, Елишка търси по-сигурно място за себе си и децата си по-далеч от столицата и се премества в замъка в Мелник. Отношенията между двамата съпрузи стават все по-обтегнати, след като Ян лишава Елишка от грижите за децата им. Напрежението между двамата рефлектира върху отношението към самата Елишка— тя постепенно изпада в пълна изолация и е принудена да замине за Бавария, след като действията ѝ срещу Ян и благородниците му достигат до открита враждебност. В Бавария Елишка ражда последните си деца— близначките Анна и Елишка. Кралицата се завръща в Чехия през 1325 г. Тя умира от туберкулоза на 28 септември 1330 г. в Прага.
Подобно на своите предшественици на бохемския престол, Ян среща враждебното отношение на бохемските благородници, които гледат на него като на крал-чужденец. Поради това скоро Ян се отказва от прякото управление на Чехия и се отдава на пътешествия. По-голямата си част от времето прекарва в Люксембург и Франция, но пътешествията му го отвеждат още в Силезия, Полша, Литва, Тирол, Северна Италия и в Папски Авиньон. Съперничеството на Владислав I Локетек за полската корона е причина Ян Люксембургски да подкрепи тевтонците в Полско-тевтонската война от 1326 – 1332.

### Брак с Беатрис Бурбонска
През есента на 1334 г. овдовелия от четири години Ян Люксембургски среща във френския двор Беатрис Бурбонска, дъщеря на един от най-богатите френски благородници, херцог Луи I дьо Бурбон. Той е с 25 години по-стар от нея. През декември същата година във Венсен двамата се женят. Съгласно условията на брачния договор, ако на двойката се роди син, то към този син преминава Графство Люксембург и свързаните с него земи. Другите синове на Ян – Карл и Йохан – не са информирани за условията на този договор.
В Кралство Бохемия Беатрис пристига през 1336 г. Тя не харесва страната и не учи езика. Беатрис ражда на Ян Люксембургски един син Венцел I Люксембургски (1337 – 1383), който става граф и херцог на Люксембург от 1353 година.

### Болест и смърт
През 1336 г. Ян Люксембургски получава офталмия (възпаление на очите). Последвалото лечение от известния тогава лекар Ги дьо Шоляк не дава резултат. Ян Люксембургски, големият конник и герой от турнирите, ослепява с дясното си око през 1337 г.
След избухването на Стогодишната война през 1337 г., Ян Люксембургски става съюзник на френския крал Филип VI Валоа и дори през 1338 е назначен за губернатор на Лангедок.

Ян Люксембургски е убит през 1346 г., докато се сражава срещу англичаните в битката при Креси с предсмъртните думи:
| „ | С Божията помощ никога бохемски крал не ще да побегне пред боя! | “ |

## Деца
От брака си с Елишка Пршемисловна има седем деца:
- Маргарита Люксембургска (1313 – 1341), омъжена за баварския херцог Хайнрих XIV
- Бон Люксембургска (1315 – 1349), омъжена за френския крал Жан II
- Карл IV Люксембургски (1316 – 1378), крал на Чехия и по-късно император на Свещената Римска империя
- Отокар Люксембургски (1318 – 1320)
- Ян Индржих Люксембургски (Йохан Хайнрих) (1322 – 1375), маркграф на Моравия
- Анна Люксембургска (1323 – 1338), омъжена за австрийкия херцог Ото IV „Веселия“
- Елизабет (1323 – 1324)

- император Карл ІV – син
- Бона Люксембургска – дъщеря
- Йохан Хайнрих (Люксембург)
- Ана

От брака си Беатрис Бурбонска има един син:
- Венцел I Люксембургски (1337 – 1383), граф и херцог на Люксембург след 1353 г.

- втората съпруга на Ян – Беатрис
- Венцел – син

Ян Люксембургски има извънбрачен син:
- Николаус Люксембургски (1322 – 1358), патриарх на Аквилея (1350 – 1358)

## Ян в изкуството
- Пражани отварят вратите на града си пред Ян Люксембургски,
 автор: Йохан Матхаузер
- Изображение от худ. Жак льо Бук, XVI век
- Изображение от Chronicon aulae regiae (1305 – 1339)
- „Ян разделя сина си от майка му в Мелник“, худ. Йохан Матхаузер
- Според Йохан фон Гелнхаузен[5] Ян Люксембургски е архетипа на краля-рицар.
- Битката при Мюлдорф
- Крал Ян при Креси
 автор: Йохан Матхаузер
- Смъртта на Ян при Креси.
 автор: К. Делори